# Brandy Hole
Brandy Hole – wieś w Anglii, w hrabstwie Essex. Leży 17 km na południowy wschód od miasta Chelmsford i 54 km na wschód od Londynu.